# Amito Haarhuis
Amito Haarhuis (Enschede, 1967) is een Nederlands bioloog en bestuurder in de culturele sector. Sinds 1 maart 2025 is hij algemeen directeur-bestuurder van het Nederlands Openluchtmuseum in Arnhem. Daarvoor was hij directeur-bestuurder van Rijksmuseum Boerhaave in Leiden en was hij adjunct- en plaatsvervangend directeur van NEMO Science Museum in Amsterdam. Tussen mei 2019 en maart 2025 was hij columnist voor De Telegraaf en schreef hij tweewekelijks een column voor de wetenschapspagina. 

## Biografie
Amito Haarhuis werd geboren in Enschede en groeide op in Apeldoorn. Van 1985 tot 1991 studeerde hij biologie aan Wageningen University & Research. Hij specialiseerde zich in zoölogie / biofysica en natuur- en milieueducatie. Daarna deed hij in het studiejaar 1991-1992 de universitaire lerarenopleiding aan de Universiteit Utrecht. In 2011 werd hij geselecteerd als Fellow van het Noyce Leadership Institute, een Amerikaans leiderschapsprogramma  specifiek voor executive management in science centers en musea.

## Loopbaan
Haarhuis begon zijn loopbaan als coördinator / milieueducatie-consulent van de Vereniging Tegen Milieubederf (VTM), de oudste milieuorganisatie van Nederland, opgericht in 1963 in het Rijnmondgebied. Daarna maakte hij de overstap naar het onderwijs. Vanaf 1996 was hij pabo-docent wetenschap, natuur en techniek, eerst aan de Thomas More Hogeschool in Rotterdam, en daarna aan de Hogeschool INHOLLAND in Haarlem. In 2005 maakte hij de overstap naar de museale wereld. Hij werkte 12 jaar bij NEMO Science Museum in Amsterdam, waarvan de laatste 5 jaar als adjunct- en plaatsvervangend directeur. Vanaf 1 april 2018 was hij directeur-bestuurder van Rijksmuseum Boerhaave. Sinds 1 maart 2025 is hij algemeen directeur-bestuurder van het Nederlands Openluchtmuseum.

## Columns, publicaties en tv
Sinds mei 2019 schreef Amito Haarhuis elke twee weken een column voor de wetenschapspagina in De Telegraaf. Van 2005 tot 2010 was hij te zien in het televisieprogramma Willem Wever van de NCRV. Als 'professor Amito' bezocht hij samen met presentator Ewout Genemans (en eerder Jetske van den Elsen) scholen om proefjes te doen met kinderen. Hij is samen met Carla Kersbergen auteur van het pabo-studieboek Natuuronderwijs inzichtelijk; een basis voor de vakinhouden van wetenschap, natuur en techniek.